# Amazaspo I

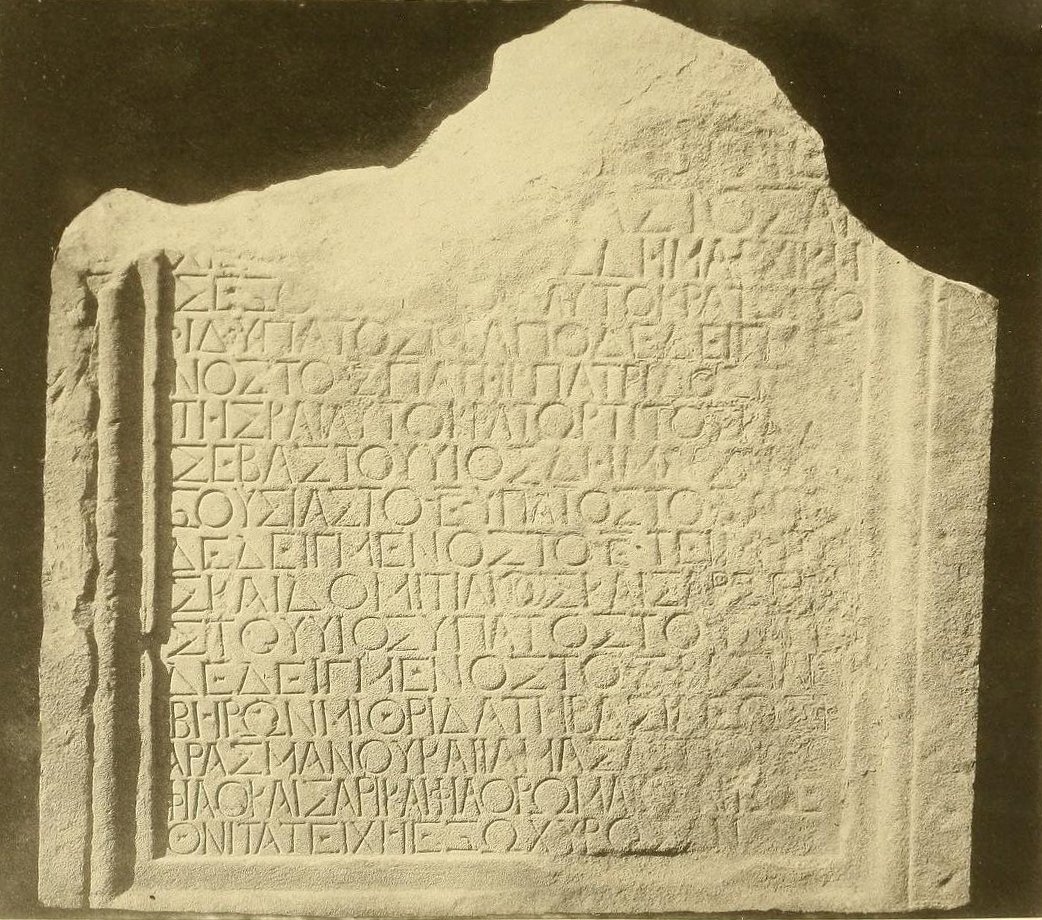
Estela de Vespasiano, en griego, donde se menciona a "Amazaspus de Iberia"

Amazaspo I (en idioma georgiano: ამაზასპი) fue un rey de Iberia (región de Kartli, actual Georgia oriental) cuyo reinado fue colocado por los primeros compendios históricos georgianos de la Edad Media en el siglo II. El profesor Cyril Toumanoff sugiere 106-116 como los años de su reinado, y lo considera el hijo y sucesor de Mitrídates I de Iberia, conocido por su material epigráfico como un aliado romano. Toumanoff también lo identifica con el Amazaspus de la Estela de Vespasiano y Xepharnuges de la Estela de Serapit. Fue el padre del sucesor del reino, Farasmanes II el Valiente.

Su hijo, Farasmanes II

Las crónicas georgianas informan la regla de diez años conjunta de Amazaspo con Derok (Deruk) y registran a Armazi como su asiento (mientras que la residencia de Derok estaba en Mtskheta). Sin embargo, muchos eruditos modernos consideran que la dinarquía ibérica es una leyenda pura y argumentan que Amazaspo era el rey por derecho propio.
Un epitafio contemporáneo encontrado en Roma indica que bajo el emperador Trajano hacia el año 114, «el ilustre pariente del rey, Amazaspus, hermano del rey Mitrídates, nativo de las tierras cercanas del mar Caspio, íbero, hijo de ibero, fue enterrado aquí ... después de haber muerto en un combate contra los partes ». Se cree que este Amazaspus era el comandante de las fuerzas de Iberia aliadas de Roma en la batalla de Nisibis y que era un hijo segundo del rey Farasmanes I de Iberia. La existencia de otros Mitridates complica la identificación, ya que el hijo menor de Farasmanes de Iberia fue Qartam de Iberia; no sería propio hablar del pariente del rey y después del hermano del rey, y parecería que la filiación pues no está bien establecida.